# ماریو ملرو لوپث
ماریو ملرو لوپث (به اسپانیایی: Mario Melero López‎؛ زاده ۲ ژوئیه ۱۹۷۹) داور فوتبال اسپانیایی است که در لا لیگا قضاوت می‌کند.

## فصل‌های داوری[۲]
| دسته               | کشور    | فصل(ها)   | تعداد |
| ------------------ | ------- | --------- | ----- |
| سگوندا دیویسیون بی | اسپانیا | ۲۰۰۸–۲۰۰۲ | ۷۹    |
| سگوندا دیویسیون    | اسپانیا | ۲۰۱۴–۲۰۰۸ | ۱۲۷   |
| لا لیگا            | اسپانیا | –۲۰۱۴     | ۱۳۶   |

## جوایز
- جایزه ویسنته آسِبِدو: (۱) ۲۰۱۴

## یادداشت
1. ↑  تا آخرین بازی قضاوت شده در فصل ۲۰۲۱/۲۲.